# 基皮萊

基皮萊是哥倫比亞的城鎮，位於該國中部，由昆迪納馬卡省負責管轄，距離首府波哥大83公里，始建於1825年，面積128平方公里，海拔高度1,770米，2005年人口7,890。
4°45′N 74°34′W / 4.750°N 74.567°W